# Detrich Island
Detrich Island ist eine kleine Insel im Palmer-Archipel vor der Westküste der Antarktischen Halbinsel. Sie liegt 1,2 km östlich von Amsler Island und ebensoweit nördlich der Palmer-Station im Arthur Harbour der Anvers-Insel.
Das Advisory Committee on Antarctic Names benannte sie 2016 nach dem Molekularbiologen und Biochemiker H. William Detrich von der Northeastern University, der unter anderem in den Gewässern um die Anvers-Insel an der Evolutionsbiologie von Eisfischen und deren Temperaturtoleranz im Hinblick auf globale Erwärmung geforscht hatte.